# Вільям Робінсон (плавець)
Ві́льям Ро́бінсон (англ. William Robinson, 23 червня 1870 — 4 липня 1940) — британський плавець.
Призер Олімпійських Ігор 1908 року.